# Clark Terry
Clark Terry (Saint Louis, 1920. december 14. – Pine Bluff, 2015. február 21.) amerikai szving- és bebop trombitás, szárnykürtös, zeneszerző, zenepedagógus.

## Pályakép
Pályája elején, a második világháború alatt az amerikai haditengerészet egyik zenekarában játszott.
Zenésztársak: Ella Fitzgerald, Count Basie, Duke Ellington, Quincy Jones, Miles Davis, Herbie Hancock, Wynton Marsalis, Pat Metheny, Dianne Reeves, Terri Lyne Carrington.
Kilencszáznál is több felvétele van.

## Lemezeiből
- Clark Terry (1955) és Horace Silver, Art Blakey, Quincy Jones
- Serenade to a Bus Seat (OJC, 1957)
- Duke with a Difference (OJC, 1957)
- In Orbit (OJC, 1958)
- Top and Bottom Brass (OJC, 1959)
- Color Changes (Candid, 1960)
- Mellow Moods (Prestige, 1961)
- Live at the Wichita Jazz Festival (Vanguard, 1974)
- Live at Montmartre, 1975 (Storyville, 1975)
- Live in Chicago, Vol. 1+2 (Monad, 1976)
- Intimate Stories (Challenge, 1978)
- Memories of Duke (OJC, 1980)
- Portraits (Chesky, 1988)
- Having Fun (Delos, 1990)
- Live at the Village Gate (Chesky, 1990)
- Live at the Village Gate: Second Set (Chesky, 1990)
- Top and Bottom Brass (Chiaroscuro, 1995)
- Express (Reference, 1995)
- One on One (Chesky, 2000), és Geri Allen, Don Friedman, Roland Hanna, Barry Harris, Eric Lewis, Junior Mance, Marian McPartland
- Friendship (Nagel-Heyer Records, 2002)
- George Gershwin’s Porgy és Bess (A440 Music, 2004)

## Díjak
Grammy-díj: 3 jelölés; 2010: életmű-díj.

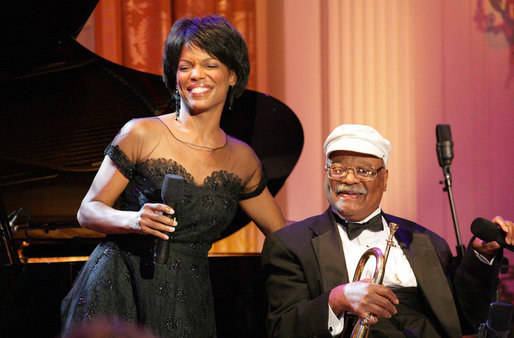
A Fehér Házban, 2006-ban.
Balra: Nnenna Freelon